# Кульчинківська сільська рада
Кульчи́нківська сільська́ ра́да — адміністративно-територіальна одиниця та орган місцевого самоврядування у Красилівському районі Хмельницької області. Адміністративний центр — село Кульчинки.

## Загальні відомості
- Населення ради: 732 особи (станом на 2001 рік)

## Населені пункти
Сільській раді були підпорядковані населені пункти:
- с. Кульчинки

## Склад ради
Рада складалася з 14 депутатів та голови.
- Голова ради: Бабаніна Лариса Володимирівна
- Секретар ради: Томчук Раїса Іванівна

### Керівний склад попередніх скликань
| Прізвище, ім'я, по батькові   | Основні відомості                                                                                  | Дата обрання | Дата звільнення |
| ----------------------------- | -------------------------------------------------------------------------------------------------- | ------------ | --------------- |
| Вітюк Микола Валерійович      | Сільський голова, 1972 року народження, член Соціалістичної партії України                         | 26.03.2006   | 01.08.2008      |
| Бабаніна Лариса Володимирівна | Сільський голова, 1972 року народження, освіта вища, член Всеукраїнського об'єднання «Батьківщина» | 15.03.2009   | 31.10.2010      |
| Бабаніна Лариса Володимирівна | Сільський голова, 1972 року народження, освіта вища, член Всеукраїнського об'єднання «Батьківщина» | 31.10.2010   |                 |

Примітка: таблиця складена за даними сайту Верховної Ради України

### Депутати
За результатами місцевих виборів 2010 року депутатами ради стали:

#### За суб'єктами висування
| Суб'єкт висування | Кількість обраних депутатів | %    |
| ----------------- | --------------------------- | ---- |
| Народна партія    | 8                           | 57,1 |
| Партія регіонів   | 3                           | 21,4 |
| Самовисування     | 3                           | 21,4 |

#### За округами
| № округу        | Прізвище, ім'я, по батькові | Дата визнання обраним | Освіта             | Партійна приналежність                        | Відомості про обраного депутата                                               |
| --------------- | --------------------------- | --------------------- | ------------------ | --------------------------------------------- | ----------------------------------------------------------------------------- |
| Народна Партія  |                             |                       |                    |                                               |                                                                               |
| 4               | Питлик Віра Миколаївна      | 01.11.2010            | середня спеціальна | позапартійна                                  | Кульчинківський ДНЗ, вихователь                                               |
| 5               | Долюк Галина Петрівна       | 01.11.2010            | середня            | позапартійна                                  | тимчасово не працює                                                           |
| 6               | Березок Валерій Іванович    | 01.11.2010            | середня            | позапартійний                                 | тимчасово не працює                                                           |
| 7               | Сабадаш Людмила Анатоліївна | 01.11.2010            | середня            | позапартійна                                  | тимчасово не працює                                                           |
| 8               | Березок Лілія Юріївна       | 01.11.2010            | середня            | позапартійна                                  | Красилівський територіальний центр соц.обслуг.населення, соціальний працівник |
| 10              | Бойко Галина Миколаївна     | 01.11.2010            | середня спеціальна | позапартійна                                  | СК «Прогрес», головний бухгалтер                                              |
| 11              | Григорук Василь Кузьмович   | 01.11.2010            | середня            | позапартійний                                 | ФГ «Подільський дар», фермер                                                  |
| 13              | Вовк Діана Юхимівна         | 01.11.2010            | вища               | позапартійна                                  | Кульчинківська загальноосвітня школа І-ІІ ст., директор школи                 |
| Партія регіонів |                             |                       |                    |                                               |                                                                               |
| 2               | Бойко Галина Іванівна       | 01.11.2010            | середня спеціальна | позапартійна                                  | Кульчинківська сільська рада, головний бухгалтер                              |
| 9               | Томчук Юрій Тимофійович     | 01.11.2010            | середня            | позапартійний                                 | Кульчинківська загальноосвітня школа І-ІІ ст., вчитель музики                 |
| 14              | Томчук Раїса Іванівна       | 01.11.2010            | середня спеціальна | член Партії регіонів                          | Кульчинківська сільська рада, секретар сільської ради                         |
| Самовисування   |                             |                       |                    |                                               |                                                                               |
| 1               | Васюра Зоя Вікторівна       | 01.11.2010            | вища               | член Всеукраїнського об'єднання «Батьківщина» | Кульчинківська загальноосвітня школа І-ІІ ст., вчитель фізичної культури      |
| 3               | Гоба Юрій Петрович          | 01.11.2010            | вища               | позапартійний                                 | Слобідсько-Красилівська загальноосвітня школа, вчитель фізичної культури      |
| 12              | Гоба Ніна Павлівна          | 01.11.2010            | вища               | позапартійна                                  | Кульчинківська загальноосвітня школа І-ІІ ст., вчитель молодших класів        |